# Liste der Baudenkmale in Dassel

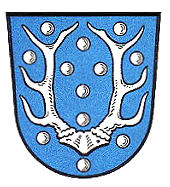
Wappen von Dassel

In der Liste der Baudenkmale in Dassel sind alle Baudenkmale der niedersächsischen Stadt Dassel im Landkreis Northeim aufgelistet. Diese Liste orientiert sich an der 2018 erschienenen Denkmaltopographie.

## Allgemein
In den Spalten befinden sich folgende Informationen:
- Lage: die Adresse des Baudenkmales und die geographischen Koordinaten. Kartenansicht, um Koordinaten zu setzen. In der Kartenansicht sind Baudenkmale ohne Koordinaten mit einem roten Marker dargestellt und können in der Karte gesetzt werden. Baudenkmale ohne Bild sind mit einem blauen Marker gekennzeichnet, Baudenkmale mit Bild mit einem grünen Marker.
- Bezeichnung: Bezeichnung des Baudenkmales
- Beschreibung: die Beschreibung des Baudenkmales. Unter § 3 Abs. 2 NDSchG werden Einzeldenkmale und unter § 3 Abs. 3 NDSchG Gruppen baulicher Anlagen und deren Bestandteile ausgewiesen.
- ID: die Objekt-ID des Baudenkmales
- Bild: ein Bild des Baudenkmales, ggf. zusätzlich mit einem Link zu weiteren Fotos des Baudenkmals im Medienarchiv Wikimedia Commons. Wenn man auf das Kamerasymbol klickt, können Fotos zu Baudenkmalen aus dieser Liste hochgeladen werden:

## Baudenkmale in der Kernstadt

### Gruppe: Stadtmauer Dassel
Die Gruppe „Stadtmauer Dassel“ hat die ID 33539113.

| Lage                                           | Bezeichnung      | Beschreibung | ID       | Bild |
| ---------------------------------------------- | ---------------- | ------------ | -------- | ---- |
| An der Stadtmauer 51° 48′ 4″ N, 9° 41′ 28″ O   | Stadtbefestigung |              | 33675679 |      |
| An der Stadtmauer 4 51° 48′ 4″ N, 9° 41′ 24″ O | Wohnhaus         |              | 33675698 |      |
| An der Stadtmauer 6 51° 48′ 4″ N, 9° 41′ 25″ O | Wohnhaus         |              | 33675719 |      |

### Gruppe: Hofanlage An der Stadtmauer 8
Die Gruppe „Hofanlage An der Stadtmauer 8“ hat die ID 33539113.

| Lage                                           | Bezeichnung              | Beschreibung | ID       | Bild |
| ---------------------------------------------- | ------------------------ | ------------ | -------- | ---- |
| An der Stadtmauer 8 51° 48′ 3″ N, 9° 41′ 31″ O | Wohn-/Wirtschaftsgebäude |              | 33675913 |      |

### Gruppe: Historischer Ortskern Dassel
Die Gruppe „Historischer Ortskern Dassel“ hat die ID 33539169.

| Lage                                        | Bezeichnung                             | Beschreibung | ID       | Bild           |
| ------------------------------------------- | --------------------------------------- | --- | -------- | -------------- |
| An der Kirche 14 51° 48′ 5″ N, 9° 41′ 23″ O | Speicher                                | | 33675828 |                |
| An der Kirche 16 51° 48′ 5″ N, 9° 41′ 24″ O | Pfarrhaus                               | | 33675849 |                |
| An der Kirche 18 51° 48′ 5″ N, 9° 41′ 25″ O | Wohnhaus                                | | 33675871 |                |
| An der Kirche 20 51° 48′ 5″ N, 9° 41′ 25″ O | Wohnhaus                                | | 33675892 |                |
| An der Kirche 22 51° 48′ 5″ N, 9° 41′ 26″ O | Wohn-/Geschäftshaus                     | | 33675658 |                |
| Kirchplatz 7 51° 48′ 6″ N, 9° 41′ 24″ O     | Evangelische Stadtkirche St. Laurentius | Die Kirche wurde 1477 geweiht. Es ist eine Hallenkirche mit einem Westturm und einem 5/8-Chorschluss. Der Turm hat einen verschieferten Aufsatz und eine Glockenhaube mit einer Laterne. Von 1939 bis 1948 wurde ein Zyklus von Wandmalereien aus der Renaissance freigelegt. | 33676601 | Weitere Bilder |
| Kirchplatz 7 51° 48′ 6″ N, 9° 41′ 25″ O     | Kirchhof                                | | 33676582 | BW             |
| Kirchplatz 1 51° 48′ 8″ N, 9° 41′ 24″ O     | Wohnhaus                                | | 33676456 |                |
| Marktplatz 2 51° 48′ 8″ N, 9° 41′ 25″ O     | Wohn-/Geschäftshaus                     | | 33676708 |                |
| Kirchplatz 3 51° 48′ 8″ N, 9° 41′ 24″ O     | Wohnhaus                                | | 33676498 |                |
| Marktplatz 4 51° 48′ 7″ N, 9° 41′ 26″ O     | Wohnhaus                                | zeitweise als Amtsgericht Dassel genutzt | 33676730 |                |
| Kirchplatz 4 51° 48′ 7″ N, 9° 41′ 22″ O     | Wohnhaus                                | 2016 abgerissen | 33676519 |                |
| Kirchplatz 5 51° 48′ 8″ N, 9° 41′ 25″ O     | Wohnhaus                                | | 33676540 |                |
| Kirchplatz 6 51° 48′ 6″ N, 9° 41′ 22″ O     | Wohnhaus                                | | 33676561 |                |
| Kirchplatz 8 51° 48′ 6″ N, 9° 41′ 23″ O     | Wohnhaus                                | | 33676621 |                |
| Kirchplatz 10 51° 48′ 6″ N, 9° 41′ 24″ O    | Wohnhaus                                | | 33676642 |                |
| Obere Straße 28 51° 48′ 7″ N, 9° 41′ 22″ O  | Wohnhaus                                | 2016 abgerissen | 33676821 |                |
| Marktplatz 51° 48′ 6″ N, 9° 41′ 26″ O       | Kriegerdenkmal                          | | 33676663 |                |

### Gruppe: An der Kirche 8, 10, 12
Die Gruppe „An der Kirche 8, 10, 12“ hat die ID 33539183.

| Lage                                        | Bezeichnung | Beschreibung                                           | ID       | Bild |
| ------------------------------------------- | ----------- | ------------------------------------------------------ | -------- | ---- |
| An der Kirche 8 51° 48′ 4″ N, 9° 41′ 21″ O  | Wohnhaus    |                                                        | 33675765 |      |
| An der Kirche 10 51° 48′ 4″ N, 9° 41′ 21″ O | Wohnhaus    | 1732 vom Herrn von Rauschenplat errichtetes Herrenhaus | 33675786 |      |
| An der Kirche 12 51° 48′ 4″ N, 9° 41′ 22″ O | Wohnhaus    |                                                        | 33675807 |      |

### Gruppe: Hofanlage Ritterstr. 5, 7, 9
Die Gruppe „Hofanlage Ritterstr. 5, 7, 9“ hat die ID 33539127.

| Lage                                       | Bezeichnung   | Beschreibung | ID       | Bild |
| ------------------------------------------ | ------------- | ------------ | -------- | ---- |
| Ritterstraße 3 51° 48′ 9″ N, 9° 41′ 21″ O  | Wohnhaus      |              | 33677219 |      |
| Ritterstraße 5 51° 48′ 9″ N, 9° 41′ 21″ O  | Wohnhaus      |              | 33676886 |      |
| Ritterstraße 7 51° 48′ 10″ N, 9° 41′ 21″ O | Wohnhaus      |              | 33676907 |      |
| Ritterstraße 9 51° 48′ 9″ N, 9° 41′ 20″ O  | Nebengebäude  |              | 33676969 |      |
| Ritterstraße 9 51° 48′ 10″ N, 9° 41′ 20″ O | Nebengebäude  |              | 33676990 |      |
| Ritterstraße 9 51° 48′ 10″ N, 9° 41′ 21″ O | Stall/Scheune |              | 33677011 |      |
| Ritterstraße 9 51° 48′ 10″ N, 9° 41′ 19″ O | Herrenhaus    |              | 33676948 |      |
| Ritterstraße 9 51° 48′ 11″ N, 9° 41′ 19″ O | Stadtmauer    |              | 33676928 |      |

### Gruppe: Brunnenstraße
Die Gruppe „Brunnenstraße“ hat die ID 33539141.

| Lage                                         | Bezeichnung | Beschreibung | ID       | Bild |
| -------------------------------------------- | ----------- | ------------ | -------- | ---- |
| Brunnenstraße 2 51° 48′ 9″ N, 9° 41′ 26″ O   | Wohnhaus    |              | 33676016 |      |
| Brunnenstraße 3 51° 48′ 10″ N, 9° 41′ 25″ O  | Wohnhaus    |              | 33676034 |      |
| Brunnenstraße 4 51° 48′ 10″ N, 9° 41′ 26″ O  | Wohnhaus    |              | 33676052 |      |
| Brunnenstraße 5 51° 48′ 10″ N, 9° 41′ 25″ O  | Wohnhaus    |              | 33676070 |      |
| Brunnenstraße 6 51° 48′ 10″ N, 9° 41′ 26″ O  | Wohnhaus    |              | 33676088 |      |
| Brunnenstraße 7 51° 48′ 10″ N, 9° 41′ 25″ O  | Wohnhaus    |              | 33676106 |      |
| Brunnenstraße 8 51° 48′ 10″ N, 9° 41′ 26″ O  | Wohnhaus    |              | 33676124 |      |
| Brunnenstraße 9 51° 48′ 11″ N, 9° 41′ 25″ O  | Wohnhaus    |              | 33676142 |      |
| Brunnenstraße 10 51° 48′ 10″ N, 9° 41′ 26″ O | Wohnhaus    |              | 33676160 |      |
| Brunnenstraße 11 51° 48′ 11″ N, 9° 41′ 25″ O | Wohnhaus    |              | 33676178 |      |
| Brunnenstraße 12 51° 48′ 11″ N, 9° 41′ 26″ O | Wohnhaus    |              | 33676196 |      |
| Brunnenstraße 13 51° 48′ 11″ N, 9° 41′ 25″ O | Wohnhaus    |              | 33676214 |      |
| Brunnenstraße 14 51° 48′ 11″ N, 9° 41′ 26″ O | Wohnhaus    |              | 33676232 |      |
| Brunnenstraße 15 51° 48′ 11″ N, 9° 41′ 25″ O | Wohnhaus    |              | 33676250 |      |
| Brunnenstraße 16 51° 48′ 11″ N, 9° 41′ 26″ O | Wohnhaus    |              | 33676268 |      |
| Brunnenstraße 17 51° 48′ 11″ N, 9° 41′ 25″ O | Wohnhaus    |              | 33676286 |      |

### Gruppe: Burgstraße
Die Gruppe „Burgstraße“ hat die ID 33539155.

| Lage                                        | Bezeichnung | Beschreibung | ID       | Bild |
| ------------------------------------------- | ----------- | ------------ | -------- | ---- |
| Bahnhofstraße 15 51° 48′ 5″ N, 9° 41′ 32″ O | Wohnhaus    |              | 33675995 |      |
| Burgstraße 2 51° 48′ 7″ N, 9° 41′ 32″ O     | Wohnhaus    |              | 33676304 |      |
| Burgstraße 4 51° 48′ 7″ N, 9° 41′ 31″ O     | Wohnhaus    |              | 33676322 |      |
| Burgstraße 6 51° 48′ 7″ N, 9° 41′ 31″ O     | Wohnhaus    |              | 33676340 |      |
| Burgstraße 8 51° 48′ 7″ N, 9° 41′ 31″ O     | Wohnhaus    |              | 33676358 |      |
| Burgstraße 10 51° 48′ 7″ N, 9° 41′ 31″ O    | Wohnhaus    |              | 33676379 |      |
| Burgstraße 12 51° 48′ 8″ N, 9° 41′ 31″ O    | Wohnhaus    |              | 33676397 |      |
| Burgstraße 14 51° 48′ 8″ N, 9° 41′ 31″ O    | Wohnhaus    |              | 33676415 |      |

### Gruppe: Friedhof Bahnhofstraße
Die Gruppe „Friedhof Bahnhofstraße“ hat die ID 33538918.

| Lage                                     | Bezeichnung    | Beschreibung              | ID       | Bild |
| ---------------------------------------- | -------------- | ------------------------- | -------- | ---- |
| Bahnhofstraße 51° 48′ 3″ N, 9° 41′ 50″ O | Leichenkammer  | für evangelische Gemeinde | 33675972 |      |
| Bahnhofstraße 51° 48′ 4″ N, 9° 41′ 50″ O | Friedhofsmauer |                           | 33677960 | BW   |
| Bahnhofstraße 51° 48′ 3″ N, 9° 41′ 50″ O | Zippus         |                           | 33677814 | BW   |
| Bahnhofstraße 51° 48′ 3″ N, 9° 41′ 51″ O | Grabmal        |                           | 41811197 | BW   |
| Bahnhofstraße 51° 48′ 4″ N, 9° 41′ 51″ O | Obelisk        |                           | 33677285 | BW   |
| Bahnhofstraße 51° 48′ 4″ N, 9° 41′ 51″ O | Grabmal        |                           | 41738599 | BW   |
| Bahnhofstraße 51° 48′ 2″ N, 9° 41′ 54″ O | Grabstätte     |                           | 41858094 | BW   |

### Gruppe: Jüdischer Friedhof Dassel
Die Gruppe „Jüdischer Friedhof Dassel“ hat die ID 33539043.

| Lage                                             | Bezeichnung | Beschreibung | ID       | Bild           |
| ------------------------------------------------ | ----------- | ------------ | -------- | -------------- |
| Sievershäuser Straße 51° 47′ 57″ N, 9° 40′ 59″ O | Friedhof    |              | 33677052 | Weitere Bilder |

### Gruppe: Friedhof Sievershäuser Straße
Die Gruppe „Friedhof Sievershäuser Straße“ hat die ID 33538905.

| Lage                                             | Bezeichnung | Beschreibung                   | ID       | Bild |
| ------------------------------------------------ | ----------- | ------------------------------ | -------- | ---- |
| Sievershäuser Straße 4 51° 48′ 1″ N, 9° 41′ 5″ O | Steinkreuz  |                                | 33677177 |      |
| Sievershäuser Straße 4 51° 48′ 0″ N, 9° 41′ 4″ O | Grabdenkmal | Friedh. (H. J. Ecker, 1827?)   | 33677139 |      |
| Sievershäuser Straße 4 51° 48′ 0″ N, 9° 41′ 4″ O | Grabdenkmal | Friedhof (J. Garbrecht, 1849)  | 33677158 |      |
| Sievershäuser Straße 4 51° 48′ 0″ N, 9° 41′ 4″ O | Grabdenkmal | Friedhof (A. Loges, 1877)      | 33677101 |      |
| Sievershäuser Straße 4 51° 48′ 0″ N, 9° 41′ 4″ O | Grabdenkmal | Friedh. (J. C. Redemann, 1848) | 33677120 |      |

### Gruppe: Ehemalige Papiermühle Relliehausen
Die Gruppe „Ehemalige Papiermühle Relliehausen“ hat die ID 33538972.

| Lage                                      | Bezeichnung        | Beschreibung         | ID       | Bild |
| ----------------------------------------- | ------------------ | -------------------- | -------- | ---- |
| Hahnestraße 4 51° 46′ 45″ N, 9° 41′ 27″ O | Verwaltungsgebäude | durch Neubau ersetzt | 33674784 | BW   |

### Einzelbaudenkmale
| Lage                                             | Bezeichnung        | Beschreibung         | ID       | Bild           |
| ------------------------------------------------ | ------------------ | -------------------- | -------- | -------------- |
| Marktplatz 1 51° 48′ 8″ N, 9° 41′ 26″ O          | Mühle              | ehemalige Stadtmühle | 33676682 | Weitere Bilder |
| Mühlenstraße 1 51° 48′ 8″ N, 9° 41′ 26″ O        | Wohnhaus           |                      | 33676752 |                |
| Mühlenstraße 12 51° 48′ 8″ N, 9° 41′ 32″ O       | Wohnhaus           |                      | 33676774 |                |
| Ritterstraße 4 51° 48′ 11″ N, 9° 41′ 22″ O       | Wohnhaus           |                      | 33676862 |                |
| Ritterstraße 4 51° 48′ 12″ N, 9° 41′ 21″ O       | Einfriedung        |                      | 33676842 |                |
| Teichstraße 2 51° 48′ 6″ N, 9° 41′ 37″ O         | Schmiede           | Blankschmiede Neimke | 33671549 |                |
| Sievershäuser Straße 2 51° 48′ 1″ N, 9° 41′ 7″ O | Kirche             | Katholische Kirche   | 33677075 | Weitere Bilder |
| Juliusburger Weg 2 51° 48′ 3″ N, 9° 40′ 53″ O    | Scheune            |                      | 33676433 | BW             |
| Am Schmiedegraben 51° 46′ 39″ N, 9° 41′ 47″ O    | Friedhofskapelle   |                      | 33674762 |                |
| Obere Straße 10 51° 48′ 7″ N, 9° 41′ 15″ O       | Wohnhaus           |                      | 3676797  |                |
| Am Burgberg 7 51° 47′ 31″ N, 9° 41′ 41″ O        | Verwaltungsgebäude | Herrenhaus           | 33675740 |                |

## Baudenkmale in den Ortsteilen

### Amelsen

#### Gruppe: Kirchhof Amelsen
Die Gruppe „Kirchhof Amelsen“ hat die ID 33539434.

| Lage                                      | Bezeichnung | Beschreibung | ID       | Bild |
| ----------------------------------------- | ----------- | --- | -------- | ---- |
| Hirtenstraße 51° 50′ 2″ N, 9° 45′ 39″ O   | Kirche      | Die evangelische Kirche ist ein Bau im Stil des Barocks aus dem Jahr 1749. Der Bau ist schlicht gehalten. Im Inneren befindet sich ein Taufstein aus der zweiten Hälfte des 12. Jahrhunderts. Der Taufstein hat eine Kelchform und trägt vegetabile und geometrische Ornamentik. | 33671632 |      |
| Hirtenstraße 51° 50′ 3″ N, 9° 45′ 39″ O   | Kirchhof    | | 33671673 | BW   |
| Hirtenstraße 8 51° 50′ 3″ N, 9° 45′ 40″ O | Pfarrhaus   | | 33671692 | BW   |

#### Einzelbaudenkmale
| Lage                                          | Bezeichnung            | Beschreibung | ID       | Bild |
| --------------------------------------------- | ---------------------- | ------------ | -------- | ---- |
| Allerbachstraße 25 51° 50′ 7″ N, 9° 45′ 43″ O | Wohnwirtschaftsgebäude |              | 33671609 | BW   |
| Hirtenstraße 51° 50′ 2″ N, 9° 45′ 43″ O       | Kreuzstein             |              | 33671653 |      |
| 51° 50′ 20″ N, 9° 45′ 45″ O                   | Denkmalanlage          |              | 33671566 | BW   |

### Deitersen

#### Einzelbaudenkmale
| Lage                                          | Bezeichnung              | Beschreibung | ID       | Bild |
| --------------------------------------------- | ------------------------ | ------------ | -------- | ---- |
| Burgstiegstraße 3 51° 49′ 32″ N, 9° 44′ 11″ O | Fachwerkscheune          |              | 33671809 | BW   |
| Burgstiegstraße 4 51° 49′ 29″ N, 9° 44′ 9″ O  | Kapelle                  |              | 33671738 |      |
| Heckelburg 4 51° 49′ 27″ N, 9° 44′ 12″ O      | Wohnwirtschaftsgebäude   |              | 33671762 | BW   |
| Heerstraße 1 51° 49′ 29″ N, 9° 44′ 13″ O      | Wohnwirtschaftsgebäude   |              | 33671785 | BW   |
| Wahrtopstraße 9 51° 49′ 30″ N, 9° 44′ 7″ O    | Wohn-/Wirtschaftsgebäude |              | 33671832 | BW   |

### Eilensen

#### Einzelbaudenkmale
| Lage                                          | Bezeichnung       | Beschreibung         | ID       | Bild |
| --------------------------------------------- | ----------------- | -------------------- | -------- | ---- |
| 51° 48′ 38″ N, 9° 44′ 0″ O                    | St.-Annen-Kapelle |                      | 33671993 |      |
| 51° 48′ 37″ N, 9° 44′ 2″ O                    | Kreuzstein        |                      | 33671856 |      |
| Eilenser Straße 1 51° 48′ 37″ N, 9° 44′ 7″ O  | Doppelwohnhaus    |                      | 33671876 | BW   |
| Eilenser Straße 3 51° 48′ 37″ N, 9° 44′ 7″ O  | Doppelwohnhaus    |                      | 3671898  | BW   |
| Eilenser Straße 11 51° 48′ 36″ N, 9° 44′ 1″ O | Halbmeierhof      |                      | 33671922 | BW   |
| Herrenhofsweg 6 51° 48′ 37″ N, 9° 43′ 56″ O   | Scheune           |                      | 33671969 | BW   |
| Krugstraße 9 51° 48′ 41″ N, 9° 43′ 56″ O      | Gaststätte        | ehemalige Gaststätte | 33672016 | BW   |

### Ellensen

#### Gruppe: Kirchhof Ellensen
Die Gruppe „Kirchhof Ellensen“ hat die ID 33538945.

| Lage                                      | Bezeichnung | Beschreibung | ID       | Bild |
| ----------------------------------------- | ----------- | --- | -------- | ---- |
| Beekestraße 3 51° 48′ 10″ N, 9° 44′ 34″ O | Wohnhaus    | | 33672117 | BW   |
| Beekestraße 51° 48′ 12″ N, 9° 44′ 32″ O   | Kirche      | Ursprungsbau im 11. Jahrhundert, im späten 16. Jahrhundert erneuert, 1728 Norderweiterung, 1844–47 Westerweiterung. Renoviert 1896 und 1977 | 33672040 |      |
| Beekestraße 51° 48′ 12″ N, 9° 44′ 31″ O   | Kirchhof    | | 33672098 | BW   |

#### Gruppe: Ehem. Schule Weidekampweg 17
Die Gruppe „Ehem. Schule Weidekampweg 17“ hat die ID 33538932.

| Lage                                        | Bezeichnung  | Beschreibung | ID       | Bild |
| ------------------------------------------- | ------------ | ------------ | -------- | ---- |
| Weidekampweg 17 51° 48′ 18″ N, 9° 44′ 16″ O | Schule       |              | 33672226 | BW   |
| Weidekampweg 17 51° 48′ 17″ N, 9° 44′ 17″ O | Nebengebäude |              | 33672208 | BW   |

#### Einzelbaudenkmale
| Lage                                       | Bezeichnung | Beschreibung | ID       | Bild |
| ------------------------------------------ | ----------- | ------------ | -------- | ---- |
| Beekestraße 4 51° 48′ 13″ N, 9° 44′ 31″ O  | Wohnhaus    |              | 33672138 | BW   |
| Beekestraße 17 51° 48′ 18″ N, 9° 44′ 41″ O | Wohnhaus    |              | 33672160 | BW   |
| Gassenstraße 4 51° 48′ 18″ N, 9° 44′ 37″ O | Wohnhaus    |              | 33672184 | BW   |

### Hilwartshausen
| Lage                                       | Bezeichnung              | Beschreibung                                                                        | ID       | Bild           |
| ------------------------------------------ | ------------------------ | ----------------------------------------------------------------------------------- | -------- | -------------- |
| 51° 46′ 25″ N, 9° 43′ 15″ O                | Kirche                   | Die Kirche ist dem Hl. Cyriacus geweiht und stammt im Kern aus dem 13. Jahrhundert. | 33672786 | Weitere Bilder |
| Hauptstraße 17 51° 46′ 23″ N, 9° 43′ 8″ O  | Wohn-/Wirtschaftsgebäude |                                                                                     | 33672722 |                |
| Hauptstraße 19 51° 46′ 23″ N, 9° 43′ 9″ O  | Gasthaus                 |                                                                                     | 33672743 |                |
| Hauptstraße 21 51° 46′ 23″ N, 9° 43′ 10″ O | Wohnwirtschaftsgebäude   |                                                                                     |          |                |

### Hoppensen

#### Gruppe: Rittergut Hoppensen
Die Gruppe „Rittergut Hoppensen“ hat die ID 33538878.

| Lage                                       | Bezeichnung | Beschreibung | ID       | Bild |
| ------------------------------------------ | ----------- | ------------ | -------- | ---- |
| Am Rittergut 1 51° 47′ 29″ N, 9° 45′ 58″ O | Herrenhaus  |              | 33672936 | BW   |
| Am Rittergut 2 51° 47′ 30″ N, 9° 46′ 0″ O  | Wohnhaus    |              | 33672958 | BW   |
| Am Rittergut 4 51° 47′ 30″ N, 9° 45′ 58″ O | Wohnhaus    |              | 33673002 | BW   |
| Am Rittergut 51° 47′ 29″ N, 9° 45′ 56″ O   | Kirche      |              | 33672807 |      |
| Am Rittergut 3 51° 47′ 29″ N, 9° 45′ 57″ O | Wohnhauzs   |              | 33672980 | BW   |

#### Einzelbaudenkmale
| Lage                                 | Bezeichnung | Beschreibung | ID       | Bild |
| ------------------------------------ | ----------- | ------------ | -------- | ---- |
| Weghaus 1 51° 47′ 3″ N, 9° 45′ 56″ O | Wohnhaus    |              | 33673024 | BW   |

### Hunnesrück

#### Gruppe: Erichsburg
Die Gruppe „Erichsburg“ hat die ID 33539001.

| Lage                                        | Bezeichnung        | Beschreibung                    | ID       | Bild           |
| ------------------------------------------- | ------------------ | ------------------------------- | -------- | -------------- |
| 51° 49′ 22″ N, 9° 43′ 6″ O                  | Schloss            | Schloss Erichsburg              | 33672437 | Weitere Bilder |
| Schloßstraße 7 51° 49′ 22″ N, 9° 43′ 2″ O   | Wohnhaus           |                                 | 33672416 | BW             |
| Schloßstraße 1 51° 49′ 28″ N, 9° 43′ 3″ O   | Wohnhaus           |                                 | 33672330 | BW             |
| Schloßstraße 1 51° 49′ 28″ N, 9° 43′ 4″ O   | Nebengebäude       |                                 | 33672351 | BW             |
| Schloßstraße 9 51° 49′ 25″ N, 9° 43′ 9″ O   | Wall               |                                 | 33672461 | BW             |
| Schloßstraße 9 51° 49′ 23″ N, 9° 43′ 10″ O  | Park               |                                 | 33672481 | BW             |
| Schloßstraße 9 51° 49′ 18″ N, 9° 43′ 6″ O   | Graben             |                                 | 33675251 | BW             |
| Schloßstraße 12 51° 49′ 21″ N, 9° 42′ 58″ O | Wohnhaus           | Doppelhaus (Vorwerk Erichsburg) | 33672523 | BW             |
| Schloßstraße 51° 49′ 24″ N, 9° 42′ 58″ O    | Wirtschaftsgebäude |                                 | 33672310 | BW             |
| Schloßstraße 51° 49′ 23″ N, 9° 42′ 55″ O    | Scheune            |                                 | 33672266 | BW             |
| Schloßstraße 51° 49′ 22″ N, 9° 42′ 55″ O    | Scheune            |                                 | 33672288 | BW             |
| Schloßstraße 3 51° 49′ 25″ N, 9° 42′ 52″ O  | Stall              |                                 | 33675295 | BW             |
| Schloßstraße 10 51° 49′ 30″ N, 9° 42′ 53″ O | Wohnhaus           |                                 | 33672501 | BW             |

#### Gruppe: Domäne Hunnesrück
Die Gruppe „Domäne Hunnesrück“ hat die ID 33539016.

| Lage                                        | Bezeichnung  | Beschreibung                     | ID       | Bild |
| ------------------------------------------- | ------------ | -------------------------------- | -------- | ---- |
| Gestütstraße 1 51° 49′ 33″ N, 9° 42′ 12″ O  | Herrenhaus   |                                  | 33673342 | BW   |
| Gestütstraße 12 51° 49′ 35″ N, 9° 42′ 12″ O | Wohnhaus     |                                  | 33673493 | BW   |
| Gestütstraße 1 51° 49′ 34″ N, 9° 42′ 8″ O   | Halle        | Maschinenhalle Domäne Hunnesrück | 33673431 | BW   |
| Gestütstraße 10 51° 49′ 33″ N, 9° 42′ 5″ O  | Stall        |                                  | 33673409 | BW   |
| Gestütstraße 10 51° 49′ 31″ N, 9° 42′ 5″ O  | Stall        |                                  | 33673387 | BW   |
| Gestütstraße 14 51° 49′ 30″ N, 9° 42′ 5″ O  | Mühle        |                                  | 33673537 | BW   |
| Gestütstraße 10 51° 49′ 31″ N, 9° 42′ 8″ O  | Stall        |                                  | 33539016 | BW   |
| Gestütstraße 10 51° 49′ 29″ N, 9° 41′ 56″ O | Teich        | Mühlenteich Domäne Hunnesrück    | 33673046 | BW   |
| Gestütstraße 10 51° 49′ 35″ N, 9° 42′ 15″ O | Park         |                                  | 33673451 | BW   |
| Gestütstraße 15 51° 49′ 30″ N, 9° 42′ 11″ O | Wohnhaus     |                                  | 33673559 | BW   |
| Gestütstraße 15 51° 49′ 29″ N, 9° 42′ 10″ O | Nebengebäude |                                  | 33673580 | BW   |
| Gestütstraße 51° 49′ 29″ N, 9° 42′ 6″ O     | Keller       | Felsenkeller Domäne Hunnesrück   | 33673065 | BW   |
| Gestütstraße 13 51° 49′ 30″ N, 9° 42′ 16″ O | Wohnhaus     | Domäne, Gutsarbeiterhaus         | 33673515 | BW   |
| Gestütstraße 11 51° 49′ 29″ N, 9° 42′ 16″ O | Wohnhaus     | Domäne, Gutsarbeiterhaus         | 33673471 | BW   |
| Gestütstraße 9 51° 49′ 27″ N, 9° 42′ 16″ O  | Wohnhaus     |                                  | 33673320 | BW   |
| Gestütstraße 7 51° 49′ 26″ N, 9° 42′ 16″ O  | Wohnhaus     | Domäne, Gutsarbeiterhaus         | 33673257 | BW   |
| Gestütstraße 5 51° 49′ 25″ N, 9° 42′ 16″ O  | Wohnhaus     | Domäne, Gutsarbeiterhaus         | 33673213 | BW   |
| Gestütstraße 3 51° 49′ 24″ N, 9° 42′ 16″ O  | Wohnhaus     | Domäne, Gutsarbeiterhaus         | 33673150 | BW   |
| Gestütstraße 1 51° 49′ 23″ N, 9° 42′ 16″ O  | Wohnhaus     | Domäne, Gutsarbeiterhaus         | 33673087 | BW   |
| Gestütstraße 8 51° 49′ 30″ N, 9° 42′ 18″ O  | Wohnhaus     | Domäne, Gutsarbeiterhaus         | 33673279 | BW   |
| Gestütstraße 8a 51° 49′ 30″ N, 9° 42′ 18″ O | Wohnhaus     | Domäne, Gutsarbeiterhaus         | 33673301 | BW   |
| Gestütstraße 6 51° 49′ 29″ N, 9° 42′ 18″ O  | Wohnhaus     | Domäne, Gutsarbeiterhaus         | 33673235 | BW   |
| Gestütstraße 6a 51° 49′ 29″ N, 9° 42′ 18″ O | Wohnhaus     | Domäne, Gutsarbeiterhaus         | 39715108 | BW   |
| Gestütstraße 4 51° 49′ 28″ N, 9° 42′ 17″ O  | Wohnhaus     | Domäne, Gutsarbeiterhaus         | 33673172 | BW   |
| Gestütstraße 4a 51° 49′ 28″ N, 9° 42′ 18″ O | Wohnhaus     | Domäne, Gutsarbeiterhaus         | 33673194 | BW   |
| Gestütstraße 2 51° 49′ 26″ N, 9° 42′ 17″ O  | Wohnhaus     | Domäne, Gutsarbeiterhaus         | 33673109 | BW   |
| Gestütstraße 2a 51° 49′ 27″ N, 9° 42′ 17″ O | Wohnhaus     | Domäne, Gutsarbeiterhaus         | 33673131 | BW   |

### Krimmensen

#### Einzelbaudenkmale
| Lage                                           | Bezeichnung              | Beschreibung | ID       | Bild |
| ---------------------------------------------- | ------------------------ | ------------ | -------- | ---- |
| Hinter dem Dorfe 4 51° 48′ 11″ N, 9° 44′ 11″ O | Wohn-/Wirtschaftsgebäude |              | 33673599 | BW   |

### Lauenberg

#### Einzelbaudenkmale
| Lage                                         | Bezeichnung | Beschreibung | ID       | Bild           |
| -------------------------------------------- | ----------- | --- | -------- | -------------- |
| Sollingstraße 29 51° 46′ 4″ N, 9° 45′ 33″ O  | Kirche      | Die Pfarrkirche St. Petrus Lauenberg wurde 1779 eingeweiht.                                                                                       | 33673690 | Weitere Bilder |
| 51° 45′ 58″ N, 9° 45′ 20″ O                  | Burg        | Ruine der Löwenburg | 33673667 | Weitere Bilder |
| Benderweg 41 51° 45′ 40″ N, 9° 45′ 24″ O     | Forsthaus   | | 33673645 | BW             |
| Sollingstraße 34 51° 46′ 0″ N, 9° 45′ 34″ O  | Wohnhaus    | | 33673714 |                |
| Sollingstraße 37 51° 46′ 1″ N, 9° 45′ 35″ O  | Gasthaus    | Die Gaststätte Zur Lauenburg wurde in dem ersten Viertel des 20. Jahrhunderts erbaut. Es ist ein massiveres, zweigeschossiges Haus im Heimatstil. | 33673738 |                |
| Sollingstraße 77 51° 45′ 43″ N, 9° 45′ 31″ O | Wohnhaus    | Schmiede | 33671713 |                |
| Sollingstraße 81 51° 45′ 43″ N, 9° 45′ 29″ O | Wohnhaus    | | 33673763 |                |

### Lüthorst

#### Gruppe: Wilhelm-Busch-Weg 8
Die Gruppe „Wilhelm-Busch-Weg 8“ hat die ID 33539490.

| Lage                                            | Bezeichnung | Beschreibung    | ID       | Bild |
| ----------------------------------------------- | ----------- | --------------- | -------- | ---- |
| Wilhelm-Busch-Weg 8 51° 50′ 44″ N, 9° 43′ 34″ O | Wohnhaus    | Ehemalige Mühle | 33674145 | BW   |
| Wilhelm-Busch-Weg 8 51° 50′ 44″ N, 9° 43′ 35″ O | Scheune     |                 | 33674168 | BW   |

#### Gruppe: Kirchhof Lüthorst
Die Gruppe „Kirchhof Lüthorst“ hat die ID 33539394.

| Lage                                            | Bezeichnung    | Beschreibung | ID       | Bild |
| ----------------------------------------------- | -------------- | --- | -------- | ---- |
| Wilhelm Busch Weg 51° 50′ 47″ N, 9° 43′ 22″ O   | Kirche         | Die ursprüngliche Kirche wurde 1504 geweiht. Um das Jahr 1732 wurde die Kirche wesentlich umgebaut. Es ist ein Langhaussaalbau mit einem polygonalen Chor und querrechteckigen Westturm. Im Inneren befindet sich ein achteckiger Taufstein aus Alabaster. Der Taufstein wurde 1614 vom Meister Jürgen erstellt. | 33674061 |      |
| Wilhelm Busch Weg 51° 50′ 47″ N, 9° 43′ 23″ O   | Kirchhof       | | 33674042 | BW   |
| Wilhelm Busch Weg 51° 50′ 46″ N, 9° 43′ 22″ O   | Kriegerdenkmal | | 33674023 | BW   |
| Wilhelm-Busch-Weg 1 51° 50′ 46″ N, 9° 43′ 23″ O | Wohnhaus       | | 33674124 | BW   |
| Wilhelm-Busch-Weg 3 51° 50′ 47″ N, 9° 43′ 33″ O | Stall          | | 33674103 | BW   |
| Wilhelm-Busch-Weg 3 51° 50′ 47″ N, 9° 43′ 25″ O | Pfarrhaus      | | 33674082 | BW   |

#### Gruppe: Hofanlage Luthardstraße 48
Die Gruppe „Hofanlage Luthardstraße 48“ hat die ID 33539420.

| Lage                                         | Bezeichnung | Beschreibung | ID       | Bild |
| -------------------------------------------- | ----------- | ------------ | -------- | ---- |
| Luthardstraße 48 51° 50′ 48″ N, 9° 43′ 10″ O | Wohnhaus    |              | 33673982 | BW   |
| Luthardstraße 48 51° 50′ 49″ N, 9° 43′ 10″ O | Scheune     |              | 33673961 | BW   |

#### Einzelbaudenkmale
| Lage                                         | Bezeichnung              | Beschreibung | ID       | Bild |
| -------------------------------------------- | ------------------------ | ------------ | -------- | ---- |
| Luthardstraße 15 51° 50′ 44″ N, 9° 43′ 23″ O | Wohn-/Wirtschaftsgebäude |              | 33673873 | BW   |
| Luthardstraße 33 51° 50′ 47″ N, 9° 43′ 13″ O | Wohn-/Wirtschaftsgebäude |              | 33673897 | BW   |
| Luthardstraße 35 51° 50′ 47″ N, 9° 43′ 12″ O | Wohnhaus                 |              | 33673809 | BW   |

### Mackensen

#### Gruppe: Kirchhof Mackensen
Die Gruppe „Kirchhof Mackensen“ hat die ID 33539071.

| Lage                                     | Bezeichnung                  | Beschreibung | ID       | Bild |
| ---------------------------------------- | ---------------------------- | ------------ | -------- | ---- |
| Landstraße 2 51° 49′ 14″ N, 9° 39′ 52″ O | Pfarrkirche St. Christopheri |              | 33674428 |      |
| Landstraße 2 51° 49′ 14″ N, 9° 39′ 53″ O | Kirchhof                     |              | 33674408 |      |
| Landstraße 2 51° 49′ 14″ N, 9° 39′ 52″ O | Grabdenkmale                 |              | 33674347 |      |
| Landstraße 2 51° 49′ 14″ N, 9° 39′ 52″ O | Torpfeiler                   |              | 33674368 | BW   |
| Landstraße 2 51° 49′ 14″ N, 9° 39′ 53″ O | Kriegerdenkmal               |              | 33674389 |      |
| Landstraße 2 51° 49′ 14″ N, 9° 39′ 51″ O | Denkmal                      |              | 33674702 |      |
| Landstraße 2 51° 49′ 14″ N, 9° 39′ 51″ O | Kreuzstein                   |              | 33674721 |      |

#### Gruppe: Hofanlage Landstr. 1
Die Gruppe „Hofanlage Landstraße 1“ hat die ID 33539085.

| Lage                                     | Bezeichnung              | Beschreibung | ID       | Bild |
| ---------------------------------------- | ------------------------ | ------------ | -------- | ---- |
| Landstraße 1 51° 49′ 14″ N, 9° 39′ 50″ O | Wohn-/Wirtschaftsgebäude |              | 33674305 |      |
| Landstraße 1 51° 49′ 13″ N, 9° 39′ 51″ O | Scheune                  |              | 33674326 |      |

#### Gruppe: Hofanlage Lindenstraße 1
Die Gruppe „Hofanlage Lindenstraße 1“ hat die ID 33539057.

| Lage                                       | Bezeichnung                            | Beschreibung                                          | ID       | Bild |
| ------------------------------------------ | -------------------------------------- | ----------------------------------------------------- | -------- | ---- |
| Lindenstraße 1 51° 49′ 14″ N, 9° 39′ 54″ O | ehem. Pfarrgehöft, Wohnhaus            |                                                       | 33674518 |      |
| Lindenstraße 1 51° 49′ 14″ N, 9° 39′ 54″ O | ehem. Pfarrgehöft, Traufplatten        | Eintrag gelöscht                                      | 33675516 | BW   |
| Lindenstraße 1 51° 49′ 14″ N, 9° 39′ 55″ O | ehem. Pfarrgehöft, Anbau (Gebäudeteil) |                                                       | 33675437 |      |
| Lindenstraße 1 51° 49′ 14″ N, 9° 39′ 55″ O | ehem. Pfarrgehöft, Außentreppe         | abgerissen und durch Neubau ersetzt; Eintrag gelöscht | 33675463 | BW   |
| Lindenstraße 1 51° 49′ 14″ N, 9° 39′ 55″ O | ehem. Pfarrgehöft, Nebengebäude        |                                                       | 33674546 |      |
| Lindenstraße 1 51° 49′ 14″ N, 9° 39′ 55″ O | ehem. Pfarrgehöft, Torpfeiler          |                                                       | 33675271 |      |

#### Gruppe: Hofanlage Mühlenanger 3
Die Gruppe „Hofanlage Mühlenanger 3“ hat die ID 33539099.

| Lage                                      | Bezeichnung              | Beschreibung | ID       | Bild |
| ----------------------------------------- | ------------------------ | ------------ | -------- | ---- |
| Mühlenanger 3 51° 49′ 19″ N, 9° 39′ 44″ O | Wohn-/Wirtschaftsgebäude |              | 33674637 |      |
| Mühlenanger 3 51° 49′ 18″ N, 9° 39′ 45″ O | Scheune                  |              | 33674658 |      |

#### Gruppe: Jüdischer Friedhof Mackensen
Die Gruppe „Jüdischer Friedhof Mackensen“ hat die ID 33539462.

| Lage                       | Bezeichnung                     | Beschreibung                 | ID       | Bild |
| -------------------------- | ------------------------------- | ---------------------------- | -------- | ---- |
| 51° 49′ 4″ N, 9° 39′ 38″ O | Jüdischer Friedhof              | Jüdischer Friedhof Mackensen | 33674211 |      |
| 51° 49′ 3″ N, 9° 39′ 37″ O | Jüdischer Friedhof, Einfriedung |                              | 33675414 |      |

#### Einzelbaudenkmale
| Lage                                       | Bezeichnung              | Beschreibung                                                                                       | ID       | Bild |
| ------------------------------------------ | ------------------------ | -------------------------------------------------------------------------------------------------- | -------- | ---- |
| Angerstraße 1 51° 49′ 14″ N, 9° 39′ 58″ O  | Wohnhaus                 | | 33674236 |      |
| Halbe 4 51° 49′ 20″ N, 9° 39′ 44″ O        | Wohnhaus                 | | 33674260 |      |
| Halbe 6 51° 49′ 20″ N, 9° 39′ 46″ O        | Wohn-/Wirtschaftsgebäude | | 33674282 |      |
| K 514 51° 49′ 57″ N, 9° 39′ 36″ O          | Grenzstein               | Grenzstein zwischen dem Königreich Hannover und dem Herzogtum Braunschweig, westlich der Amtsberge | 33674739 | BW   |
| Landstraße 4 51° 49′ 15″ N, 9° 39′ 50″ O   | Wohnhaus                 | | 33674449 |      |
| Landstraße 17 51° 49′ 16″ N, 9° 39′ 40″ O  | Wohnhaus                 | | 33674472 |      |
| Landstraße 18 51° 49′ 18″ N, 9° 39′ 42″ O  | Wohn-/Wirtschaftsgebäude | | 33674494 |      |
| Meierstraße 5 51° 49′ 18″ N, 9° 39′ 53″ O  | Wohnhaus                 | | 33674594 |      |
| Meierstraße 12 51° 49′ 18″ N, 9° 39′ 56″ O | Wohn-/Wirtschaftsgebäude | | 33674617 |      |
| Mühlenanger 12 51° 49′ 20″ N, 9° 39′ 56″ O | Wohnhaus                 | | 33674679 |      |

### Markoldendorf

#### Gruppe: Alter Markt
Die Gruppe Alter Markt hat die ID 33539225.

| Lage                                       | Bezeichnung         | Beschreibung                 | ID       | Bild           |
| ------------------------------------------ | ------------------- | ---------------------------- | -------- | -------------- |
| Alter Markt 1 51° 48′ 45″ N, 9° 46′ 11″ O  | Wohnhaus            | ehem. Rathaus und Ratskeller | 33678051 |                |
| Alter Markt 2 51° 48′ 45″ N, 9° 46′ 9″ O   | Wohnhaus            |                              | 33678073 |                |
| Alter Markt 4 51° 48′ 45″ N, 9° 46′ 8″ O   | Wohnhaus            |                              | 33678094 |                |
| Alter Markt 5 51° 48′ 44″ N, 9° 46′ 11″ O  | Wohn-/Geschäftshaus |                              | 33678115 |                |
| Alter Markt 6 51° 48′ 45″ N, 9° 46′ 7″ O   | Wohn-/Geschäftshaus |                              | 33678136 |                |
| Alter Markt 7 51° 48′ 44″ N, 9° 46′ 10″ O  | Wohn-/Geschäftshaus |                              |          |                |
| Alter Markt 8 51° 48′ 45″ N, 9° 46′ 7″ O   | Wohnhaus            |                              |          |                |
| Alter Markt 9 51° 48′ 44″ N, 9° 46′ 10″ O  | Wohnhaus            |                              | 33678195 |                |
| Alter Markt 10 51° 48′ 45″ N, 9° 46′ 7″ O  | Wohnhaus            |                              | 33678237 |                |
| Alter Markt 11 51° 48′ 44″ N, 9° 46′ 10″ O | Wohnhaus            |                              |          |                |
| Alter Markt 12 51° 48′ 45″ N, 9° 46′ 6″ O  | Wohnhaus            |                              | 33678279 |                |
| Alter Markt 13 51° 48′ 44″ N, 9° 46′ 9″ O  | Wohnhaus            |                              |          |                |
| Alter Markt 14 51° 48′ 45″ N, 9° 46′ 6″ O  | Wohnhaus            |                              | 33678321 |                |
| Alter Markt 15 51° 48′ 44″ N, 9° 46′ 8″ O  | Wohnhaus            |                              |          |                |
| Alter Markt 17 51° 48′ 44″ N, 9° 46′ 8″ O  | Wohnhaus            |                              |          |                |
| Alter Markt 19 51° 48′ 44″ N, 9° 46′ 7″ O  | Wohnhaus            |                              |          |                |
| Alter Markt 21 51° 48′ 44″ N, 9° 46′ 7″ O  | Wohnhaus            |                              |          |                |
| Alter Markt 23 51° 48′ 44″ N, 9° 46′ 6″ O  | Wohnhaus            |                              |          |                |
| Alter Markt 25 51° 48′ 44″ N, 9° 46′ 6″ O  | Wohnhaus            |                              | 33678447 |                |
| Beverstraße 25 51° 48′ 46″ N, 9° 46′ 10″ O | Wohn-/Geschäftshaus |                              | 33678613 |                |
| Beverstraße 26 51° 48′ 45″ N, 9° 46′ 9″ O  | Wohn-/Geschäftshaus |                              | 33678634 |                |
| Jacobiplatz 1 51° 48′ 44″ N, 9° 46′ 13″ O  | Wohnhaus            |                              | 33679441 |                |
| Jakobiplatz 8 51° 48′ 45″ N, 9° 46′ 12″ O  | Marienkapelle       | 2019 profaniert              | 33679401 | Weitere Bilder |
| Jakobiplatz 51° 48′ 45″ N, 9° 46′ 13″ O    | Grabdenkmal         | Johann Sander                | 33679379 |                |
| Kirchplatz 51° 48′ 45″ N, 9° 46′ 13″ O     | Kriegerdenkmal      |                              | 33679422 | BW             |
| Magnusstraße 12 51° 48′ 45″ N, 9° 46′ 4″ O | Wohnhaus            |                              | 33679657 |                |
| Magnusstraße 14 51° 48′ 45″ N, 9° 46′ 4″ O | Wohnhaus            |                              | 33679679 |                |
| Magnusstraße 16 51° 48′ 44″ N, 9° 46′ 4″ O | Wohn-/Geschäftshaus |                              | 33679700 |                |

#### Gruppe: Brückenstraße 1
Die Gruppe „Brückenstraße 1“ hat die ID 33539239.
| Lage                                        | Bezeichnung | Beschreibung | ID       | Bild |
| ------------------------------------------- | ----------- | ------------ | -------- | ---- |
| Brückenstraße 1 51° 48′ 40″ N, 9° 46′ 10″ O | Wohnhaus    |              | 33678758 |      |
| Brückenstraße 1 51° 48′ 40″ N, 9° 46′ 10″ O | Schmiede    |              | 33678779 |      |

#### Gruppe: Brückenstraße
Die Gruppe Brückenstraße hat die ID 33539253.
| Lage                                        | Bezeichnung         | Beschreibung | ID | Bild |
| ------------------------------------------- | ------------------- | ------------ | -- | ---- |
| Brückenstraße 4 51° 48′ 41″ N, 9° 46′ 10″ O | Wohnhaus            |              |    |      |
| Brückenstraße 6 51° 48′ 41″ N, 9° 46′ 9″ O  | Wohnhaus            |              |    |      |
| Brückenstraße 8 51° 48′ 41″ N, 9° 46′ 9″ O  | Wohnhaus            |              |    |      |
| Brückenstraße 8a 51° 48′ 41″ N, 9° 46′ 9″ O | Wohnhaus            |              |    |      |
| Brückenstraße 10 51° 48′ 41″ N, 9° 46′ 8″ O | Wohnhaus            |              |    |      |
| Brückenstraße 12 51° 48′ 41″ N, 9° 46′ 8″ O | Wohnhaus            |              |    |      |
| Brückenstraße 14 51° 48′ 41″ N, 9° 46′ 7″ O | Wohnhaus            |              |    |      |
| Brückenstraße 16 51° 48′ 41″ N, 9° 46′ 7″ O | Wohnhaus            |              |    |      |
| Brückenstraße 18 51° 48′ 41″ N, 9° 46′ 6″ O | Wohn-/Geschäftshaus |              |    |      |
| Brückenstraße 20 51° 48′ 41″ N, 9° 46′ 5″ O | Wohn-/Geschäftshaus |              |    |      |

#### Gruppe: Magnusstraße
Die Gruppe Magnusstraße hat die ID 33539267.
| Lage                                        | Bezeichnung | Beschreibung | ID | Bild |
| ------------------------------------------- | ----------- | ------------ | -- | ---- |
| Bruchtorstraße 2 51° 48′ 41″ N, 9° 46′ 4″ O | Wohnhaus    |              |    |      |
| Bruchtorstraße 4 51° 48′ 41″ N, 9° 46′ 4″ O | Wohnhaus    |              |    |      |
| Magnusstraße 32 51° 48′ 42″ N, 9° 46′ 4″ O  | Wohnhaus    |              |    |      |
| Magnusstraße 36 51° 48′ 42″ N, 9° 46′ 4″ O  | Wohnhaus    |              |    |      |
| Magnusstraße 38 51° 48′ 42″ N, 9° 46′ 4″ O  | Wohnhaus    |              |    |      |
| Magnusstraße 40 51° 48′ 41″ N, 9° 46′ 4″ O  | Wohnhaus    |              |    |      |

#### Gruppe: Neuer Markt
Die Gruppe Neuer Markt hat die ID 33539295.
| Lage                                      | Bezeichnung | Beschreibung | ID | Bild |
| ----------------------------------------- | ----------- | ------------ | -- | ---- |
| Beverstraße 20 51° 48′ 48″ N, 9° 46′ 8″ O | Wohnhaus    |              |    |      |
| Neuer Markt 1 51° 48′ 47″ N, 9° 46′ 8″ O  |             |              |    |      |
| Neuer Markt 2 51° 48′ 48″ N, 9° 46′ 8″ O  |             |              |    |      |
| Neuer Markt 3 51° 48′ 47″ N, 9° 46′ 8″ O  |             |              |    |      |
| Neuer Markt 4 51° 48′ 48″ N, 9° 46′ 7″ O  |             |              |    |      |
| Neuer Markt 5 51° 48′ 47″ N, 9° 46′ 7″ O  |             |              |    |      |
| Neuer Markt 6 51° 48′ 48″ N, 9° 46′ 6″ O  |             |              |    |      |
| Neuer Markt 7 51° 48′ 47″ N, 9° 46′ 7″ O  |             |              |    |      |
| Neuer Markt 9 51° 48′ 47″ N, 9° 46′ 7″ O  |             |              |    |      |
| Neuer Markt 11 51° 48′ 47″ N, 9° 46′ 6″ O |             |              |    |      |

#### Gruppe: Mühlenanlage Bruchtorstraße
Die Gruppe Mühlenanlage Bruchtorstraße hat die ID 33539309.
| Lage                                          | Bezeichnung | Beschreibung | ID       | Bild |
| --------------------------------------------- | ----------- | --- | -------- | ---- |
| Bruchtor 51° 48′ 28″ N, 9° 45′ 35″ O          | Ilmeverlauf | umfasst den Mühlengraben der Bruchtormühle und den Verlauf der Ilme vom Abzweig des Mühlengrabens bis zu seiner Mündung | 42070778 | BW   |
| Bruchtorstraße 31 51° 48′ 25″ N, 9° 45′ 24″ O | Wehr        | Das Wehr befindet sich in der Gemarkung Ellensen.                                                                       | 42074260 | BW   |
| Bruchtorstraße 31 51° 48′ 34″ N, 9° 45′ 48″ O | Mühle       | | 33678718 |      |
| Bruchtorstraße 31 51° 48′ 34″ N, 9° 45′ 48″ O | Wohnhaus    | | 33678697 |      |

#### Gruppe: August-Düker-Straße 7, 9, 11
Die Gruppe August-Düker-Straße 7, 9, 11 hat die ID 33539323.
| Lage                                               | Bezeichnung | Beschreibung | ID | Bild |
| -------------------------------------------------- | ----------- | ------------ | -- | ---- |
| August-Düker-Straße 7 51° 48′ 40″ N, 9° 46′ 21″ O  | Wohnhaus    |              |    |      |
| August-Düker-Straße 9 51° 48′ 40″ N, 9° 46′ 20″ O  | Wohnhaus    |              |    |      |
| August-Düker-Straße 11 51° 48′ 41″ N, 9° 46′ 20″ O | Wohnhaus    |              |    | BW   |

#### Gruppe: Dorfstraße 8
Die Gruppe Dorfstraße 8 hat die ID 33539337.
| Lage                                     | Bezeichnung    | Beschreibung | ID       | Bild |
| ---------------------------------------- | -------------- | ------------ | -------- | ---- |
| Dorfstraße 8 51° 48′ 37″ N, 9° 46′ 22″ O | Wohnhaus       |              | 33679175 |      |
| Dorfstraße 8 51° 48′ 36″ N, 9° 46′ 23″ O | Scheune        |              | 33679199 |      |
| Dorfstraße 8 51° 48′ 36″ N, 9° 46′ 25″ O | Stall/Speicher |              | 33679221 |      |
| Dorfstraße 8 51° 48′ 37″ N, 9° 46′ 25″ O | Scheune/Stall  |              | 33679243 |      |

#### Gruppe: Hofanlage Kirchstraße 15
Die Gruppe Hofanlage Kirchstraße 15 hat die ID 33539350.
| Lage                                       | Bezeichnung  | Beschreibung | ID | Bild |
| ------------------------------------------ | ------------ | ------------ | -- | ---- |
| Kirchstraße 15 51° 48′ 39″ N, 9° 46′ 14″ O | Vollmeierhof |              |    |      |

#### Gruppe: Dorfstraße 4, 6
Die Gruppe Dorfstraße 4, 6 hat die ID 33539351.
| Lage                                     | Bezeichnung | Beschreibung | ID | Bild |
| ---------------------------------------- | ----------- | ------------ | -- | ---- |
| Dorfstraße 4 51° 48′ 37″ N, 9° 46′ 21″ O | Wohnhaus    |              |    |      |
| Dorfstraße 6 51° 48′ 37″ N, 9° 46′ 21″ O | Wohnhaus    |              |    |      |

#### Gruppe: Kirchhof Markoldendorf
| Lage                                       | Bezeichnung    | Beschreibung          | ID       | Bild           |
| ------------------------------------------ | -------------- | --------------------- | -------- | -------------- |
| Dorfstraße 1 51° 48′ 35″ N, 9° 46′ 17″ O   | Doppelwohnhaus | Teil des Küsterhauses | 33679054 |                |
| Dorfstraße 3 51° 48′ 35″ N, 9° 46′ 18″ O   | Doppelwohnhaus | Teil des Küsterhauses | 33679075 |                |
| Dorfstraße 5 51° 48′ 37″ N, 9° 46′ 17″ O   | Pfarrhaus      |                       | 33679111 |                |
| Dorfstraße 51° 48′ 35″ N, 9° 46′ 17″ O     | Kirchhof       |                       | 33679034 | BW             |
| Dorfstraße 51° 48′ 35″ N, 9° 46′ 16″ O     | Kirchhofmauer  |                       | 33680160 |                |
| Kirchstraße 23 51° 48′ 36″ N, 9° 46′ 17″ O | Kirche         |                       | 33679543 | Weitere Bilder |
| Kirchstraße 25 51° 48′ 34″ N, 9° 46′ 18″ O | Wohnhaus       |                       | 33679564 |                |

#### Gruppe: Jüdischer Friedhof Markoldendorf
Die Gruppe Jüdischer Friedhof Markoldendorf hat die ID 33539476.
| Lage                                    | Bezeichnung | Beschreibung                     | ID | Bild           |
| --------------------------------------- | ----------- | -------------------------------- | -- | -------------- |
| Eickestraße 51° 48′ 56″ N, 9° 45′ 59″ O | Friedhof    | Jüdischer Friedhof Markoldendorf |    | Weitere Bilder |

#### Einzeldenkmale
| Lage                                               | Bezeichnung     | Beschreibung | ID | Bild |
| -------------------------------------------------- | --------------- | ------------ | -- | ---- |
| August-Düker-Straße 5 51° 48′ 40″ N, 9° 46′ 21″ O  | Wohnhaus        |              |    |      |
| August-Düker-Straße 17 51° 48′ 42″ N, 9° 46′ 20″ O | Wohnhaus        |              |    | BW   |
| Beverstraße 17 51° 48′ 48″ N, 9° 46′ 10″ O         | Wohnhaus        |              |    |      |
| Brückenstraße 5 51° 48′ 40″ N, 9° 46′ 8″ O         | Wohnhaus        |              |    |      |
| Dorfstraße 7 51° 48′ 37″ N, 9° 46′ 21″ O           | Kindergarten    |              |    |      |
| Dorfstraße 10/12 51° 48′ 38″ N, 9° 46′ 25″ O       | Doppelwohnhaus  |              |    |      |
| Kirchstraße 4 51° 48′ 38″ N, 9° 46′ 11″ O          | Mühle           |              |    |      |
| Magnusstraße 3 51° 48′ 46″ N, 9° 46′ 4″ O          | Wohnhaus        |              |    | BW   |
| Neuer Markt 18 51° 48′ 48″ N, 9° 46′ 4″ O          | Ackerbürgerhaus |              |    |      |
| Obere Torstraße 12 51° 48′ 48″ N, 9° 45′ 57″ O     | Wohnhaus        |              |    |      |

### Sievershausen

#### Gruppe: Gutsarbeiterhäuser Friedrichshausen
Die Gruppe Gutsarbeiterhäuser Friedrichshausen hat die ID 33539030.

| Lage                                          | Bezeichnung | Beschreibung | ID       | Bild |
| --------------------------------------------- | ----------- | ------------ | -------- | ---- |
| Friedrichshausen 4 51° 45′ 48″ N, 9° 40′ 4″ O | Wohnhaus    |              | 33672614 | BW   |
| Friedrichshausen 6 51° 45′ 49″ N, 9° 40′ 6″ O | Wohnhaus    |              | 33672658 | BW   |
| Friedrichshausen 7 51° 45′ 49″ N, 9° 40′ 8″ O | Wohnhaus    |              | 33672680 | BW   |

#### Gruppe: Kirche und Pfarre Sievershausen
Die Gruppe „Kirche und Pfarre Sievershausen“ hat die ID 33538986.

| Lage                                     | Bezeichnung                | Beschreibung | ID       | Bild           |
| ---------------------------------------- | -------------------------- | ------------ | -------- | -------------- |
| Försterweg 15 51° 46′ 6″ N, 9° 39′ 37″ O | Pfarrkirche St. Trinitatis |              | 33674893 | Weitere Bilder |
| Försterweg 15 51° 46′ 6″ N, 9° 39′ 35″ O | Pfarrhaus                  |              | 33674872 | BW             |

#### Gruppe: Schulgebäude mit Einfriedung
Die Gruppe „Schulgebäude mit Einfriedung“ hat die ID 41628065.

| Lage                                     | Bezeichnung | Beschreibung | ID       | Bild |
| ---------------------------------------- | ----------- | --- | -------- | ---- |
| Turmstraße 2 51° 46′ 12″ N, 9° 39′ 23″ O | Schule      | Zweigeschossiger Schulbau mit hohem Dachreiter und Anbau eines Wohnhauses für zwei Lehrer, erbaut 1911/12 durch Baurat Mattei im Heimatstil. 2022 wurden die Fenster saniert - es kamen Wiener Sprossen rein. | 33675074 |      |
| Turmstraße 2 51° 46′ 12″ N, 9° 39′ 23″ O | Einfriedung | | 41628082 | BW   |

#### Einzeldenkmale
| Lage                                           | Bezeichnung              | Beschreibung | ID       | Bild |
| ---------------------------------------------- | ------------------------ | --- | -------- | ---- |
| Hubertusweg 51° 46′ 12″ N, 9° 38′ 26″ O        | Friedhof                 | Der jüdische Friedhof Sievershausen wurde 1820 angelegt. Er befindet sich westlich des Ortes am Waldrand. Beim Anlegen des Friedhofes wurde das Errichten eine Mauer erlaubt. 'Es befindet sich größere Anzahl an Grabsteinen auf dem Friedhof. Sie sind im wesentliche aus roten Sandstein erstellt worden. | 33674938 |      |
| Schmiedestraße 3 51° 46′ 9″ N, 9° 39′ 19″ O    | Wohn-/Wirtschaftsgebäude | | 33674961 | BW   |
| Sollingtor 40 51° 46′ 12″ N, 9° 39′ 17″ O      | Wohnhaus                 | | 33675027 | BW   |
| Sollingtor 13 51° 46′ 14″ N, 9° 39′ 34″ O      | Wohnhaus                 | | 33675004 | BW   |
| Sollingtor 43a 51° 46′ 9″ N, 9° 39′ 17″ O      | Wohnwirtschaftsgebäude   | | 33675051 | BW   |
| Friedrichshausen 1 51° 45′ 51″ N, 9° 39′ 58″ O | Herrenhaus               | Das heutige Gutshaus wurde 1712 erbaut. | 33672568 |      |
| Friedrichshausen 3 51° 45′ 50″ N, 9° 40′ 0″ O  | Wohnhaus                 | | 33672591 | BW   |
| Friedrichshausen 51° 45′ 53″ N, 9° 40′ 7″ O    | Mausoleum                | Die Familiengruft wurde 1756 erbaut. Es ist ein eingeschossiger Bau mit Sandsteineinfassungen. | 33672545 | BW   |

### Wellersen

#### Gruppe: Erbbegräbnis Familievon Dassel
Die Gruppe „Erbbegräbnis Familie von Dassel“ hat die ID 33538959.

| Lage                       | Bezeichnung  | Beschreibung | ID       | Bild |
| -------------------------- | ------------ | ------------ | -------- | ---- |
| 51° 47′ 35″ N, 9° 47′ 0″ O | Erbbegräbnis |              | 33675098 | BW   |

#### Einzeldenkmal
| Lage                                          | Bezeichnung | Beschreibung | ID       | Bild           |
| --------------------------------------------- | ----------- | --- | -------- | -------------- |
| Mittelweg 51° 47′ 33″ N, 9° 46′ 53″ O         | Kirche      | Der Vorgängerbau ist wahrscheinlich im Dreißigjährigen Krieg zerstört worden. Die heutige Kirche wurde 1664 erbaut, der Bauherr war wahrscheinlich der damalige Besitzer des Rittergutes. Jedenfalls befindet sich ein Wappenstein der von Dassel / von Wallmoden über dem Eingang der Kirche. Bis 1788 hatte die Kirche ein Dachreiter in der Mitte des Daches, irgendwann danach wurde der Dachreiter über den Ostgiebel (heute Westgiebel) errichtet. Unter dem Kanzelaltar befindet sich das Erbbegräbnis der Familie von Dassel, die hier bis 1820 beigesetzt wurden. | 33675142 | Weitere Bilder |
| Junkernstraße 3–9 51° 47′ 27″ N, 9° 46′ 40″ O | Rittergut   | | 33675120 | BW             |

## Ehemalige Baudenkmale
| Lage                                                          | Bezeichnung             | Beschreibung | ID | Bild |
| ------------------------------------------------------------- | ----------------------- | --- | -- | ---- |
| Macksensen, Lindenstraße 14 51° 49′ 18″ N, 9° 39′ 59″ O       | Wohnwirtschaftsgebäude  | Kötnerhof mit seitlicher Wirtschaftseinfahrt, Fachwerkbau, erbaut zu Beginn des 19. Jahrhunderts, wegen baulicher Veränderungen 2008 aus dem Denkmalverzeichnis entfernt |    | BW   |
| Markoldendorf, Obere Torstraße 6 51° 48′ 48″ N, 9° 46′ 0″ O   | Wohnhaus                | abgerissen |    | BW   |
| Portenhagen, Portenhäger Straße 4 51° 51′ 14″ N, 9° 44′ 49″ O | Wohn/Wirtschaftsgebäude | |    | BW   |
| Relliehausen, Waldstraße 3 51° 46′ 40″ N, 9° 41′ 21″ O        | Wohnhaus                | |    |      |
| Relliehausen, Waldstraße 5 51° 46′ 35″ N, 9° 41′ 19″ O        | Vorwerk                 | |    | BW   |
| Wellersen, Ziegeleiweg 1 51° 47′ 35″ N, 9° 46′ 42″ O          | Villa                   | |    | BW   |